# Papamosques beccurt
El Papamosques beccurt (Melaenornis microrhynchus; Syn: Bradornis microrhynchus) és una espècie d'ocell de la família dels muscicàpids (Muscicapidae) que habita sabanes i boscos de l'Àfrica oriental, al sud-est de Sudan del Sud, Etiòpia, Somàlia, est d'Uganda, Kenya i Tanzània. El seu estat de conservació es considera de risc mínim.
En diverses llengües rep el nom de "papamosques becpetit" (Francès: Gobemouche à petit bec. Espanyol: Papamoscas piquicorto).

## Taxonomia
A la Classificació del Congrés Ornitològic Internacional (versió 11.2, 2021) se'l considera al gènere Melaenornis. Tanmateix, en el Handook of the Birds of the World i la quarta versió de la BirdLife International Checklist of the birds of the world (desembre 2019) se'l classifica dins del gènere Bradornis (B. mariquensis), juntament amb altres cinc espècies de papamosques.